# Benedetto Brunati
Benedetto Brunati (Benoît Brunati) est un homme politique italien du XIXe siècle, député de la province de Nice au Parlement de Turin.

## Biographie
Ingénieur, libéral, Benedetto Brunati est élu député du collège d'Utelle sous les 4e et 5e législatures du Parlement de Turin.